# Mikhaïl Gots
Mikhail (Moïshe) Rafailovich Gots (en russe : Михаил (Мойше) Рафаилович Гоц; 1866-1906) est un révolutionnaire russe, membre de Narodnaya Volya (« La volonté du peuple ») et l'un des fondateurs du Parti socialiste-révolutionnaire (PSR). C'est le frère aîné d'Avram Gots.

## Biographie
Gots est né à Moscou dans une famille juive aisée. Il étudie la médecine à l'Université de Moscou et rejoint Narodnaya Volya, une organisation révolutionnaire, en 1884. En octobre 1886, il est arrêté et exilé en Sibérie. En 1889, il participe à un soulèvement de détenus à Yakutsk et est condamné aux travaux forcés à perpétuité en Sibérie. À partir de 1895, il voit sa peine commuée en exil. Il est alors assigné à résidence dans le gouvernement de Tobolsk (1898), et est autorisé à s'établir à Odessa l'année suivante en raison de son mauvais état de santé. 
En 1901, il quitte la Russie pour s'établir à Paris. Il y devient le représentant du comité central du Parti socialiste-révolutionnaire à l'étranger. Il collabore avec Nikolai Rusanov et Ilya Rubanovich à la rédaction du journal du  Parti socialiste-révolutionnaire Vestnik Russkoi Revoliutsii (« Courrier de la révolution russe »). Avec Viktor Tchernov, Gots édite également la revue théorique du PSR, Revoliutsionnaia Rossiia (« La Russie révolutionnaire »). Gots contribue également à l'établissement de relations entre le PSR et les partis socialistes français et italien. En 1901, le gouvernement russe demande l'extradition de Gots d'Italie. Ceci entraîne une crise diplomatique et l'annulation d'une visite programmée du tsar en Italie. En 1902, il réside à Genève. Arrêté en Italie en 1903, il est emprisonné, puis libéré à la suite d’une campagne en sa faveur. Il meurt à Berlin des suites d'un cancer en 1906. Il est enterré à Genève. 
Vera Samoïlovna Gotz, née Gassokh (Гассох), épouse de Mikhaïl Gotz,  socialiste-révolutionnaire russe émigre de Russie en même temps que son mari. Après le décès de ce dernier, elle s'établit en France. Elle est enterrée au cimetière de Bagneux. 